# Toplinski spremnik
Toplinski spremnik termodinamički je sustav s toplinskim kapacitetom koji je dovoljno velik da u termodinamičkoj interakciji s drugim sustavom ili njegovom okolinom, ostaje konstantan.
On je učinkoviti beskonačni izvor termodinamičke energije na danoj, konstantnoj temperaturi.[1] Temperatura spremnika se ne mijenja pri dovedenoj ili odvedenoj toplini zbog beskonačnog toplinskog kapaciteta. Toplinski spremnik može sudjelovati kao davatelj topline ili primatelj pa se sukladno tome naziva ogrijevni odnosno rashladni spremnik.
Jezera, oceani i rijeke često služe kao toplinski spremnici u prirodnim procesima, poput vremena. Kod atmosferskih pojava, velike zračne mase u atmosferi često se ponašaju kao toplinski spremnici.